# Краудсорсинг
Краудсорсинг (на английски: crowdsourcing), превеждано от някои като отворена ангажираност, в буквален смисъл означава използване на ресурса на тълпата.
Възниква по аналогия с аутсорсинга. Тази практика представлява получаване на необходимите услуги, идеи или продукти чрез привличане на голяма група от хора, като най-често тези групи са организирани онлайн. Проектите обикновено се обявяват публично и всеки може да се включи като доброволец.
Краудсорсингът комбинира усилията на множество хора, като всеки има своя собствен принос в крайния резултат. Компанията-възложител обикновено обявява някаква награда, която е обвързана с резултата от проекта. Понякога това е парично заплащане, а в други случаи групата от хора може да работи поради морални подбуди (лично удовлетворение, чест, слава).
Практиката се прилага често в Интернет, когато се търси решение на проблем от самите потребители на определен сайт, продукт или услуга.